# Bathyphantes parvulus
Bathyphantes parvulus – gatunek pająka z rodziny osnuwikowatych. Zamieszkuje Europę i palearktyczną Azję.

## Taksonomia
Gatunek ten opisany został po raz pierwszy w 1851 roku przez Nicolasa Westringa w „Göteborgs Kungliga Vetenskaps och Vitterhets Samhälles Handlingar” pod nazwą Linyphia parvula. Do rodzaju Bathyphantes przeniósł go Eugène Simon w 1884 roku.

## Morfologia
Pająk osiągający od 2 do 2,3 mm długości ciała, często mylony z bardzo podobnym B. gracilis. Karapaks jest brązowy, najczęściej z ciemniejszymi znaczeniami rozchodzącymi się promieniście. Szczękoczułki mają po trzy zęby na przednich i tylnych krawędziach bruzd. Sternum jest brązowe do czarnego. Odnóża są jasnożółte z przyciemnionymi stawami. Mierzone razem goleń i nadstopie odnóża pary pierwszej jest tak samo długie jak mierzone razem goleń i nadstopie odnóża pary ostatniej. Opistosoma (odwłok) jest ciemnoszara do czarnej, rzadko z ciemniejszym, słabo wyodrębnionym wzorem.
Nogogłaszczki samca mają cymbium pozbawione wycięcia w części wierzchołkowej, spiczasto zakończoną apofizę goleniową, radix o zewnętrzno-odsiebnym kącie lamelli radiksu przedłużonym w szpic oraz tworzący w odsiebnej części bulbusa długą i grubą spiralę embolus. Układ szczecinek na paracymbium jest inny niż u B. gracilis. Płytka płciowa samicy jest zaopatrzona w krótki trzonek otoczony z tyłu półkolistą, zesklerotyzowaną ścianką. Przedsionek epigynum jest zasłonięty i ma na grzbietowej ścianie płytkę atrialną z krótką i szeroką wypustką tylną (paramulą).

## Ekologia i występowanie
Pająk ten preferuje stanowiska wilgotne, zwłaszcza otwarte. Zamieszkuje pobrzeża wód, źródliska, mokradła, torfowiska, wilgotne łąki i lasy oraz wrzosowiska. Bytuje wśród niskiej roślinności, ściółki i detrytusu. Nierzadko współwystępuje z B. gracilis. Aktywne osobniki dorosłe spotyka się do maja do września ze szczytem pojawu w czerwcu i lipcu, czasem jednak przeżywają do jesieni.
Gatunek palearktyczny. W Europie znany jest z Hiszpanii, Islandii, Wielkiej Brytanii, Francji, Belgii, Holandii, Luksemburga, Niemiec, Szwajcarii, Austrii, Włoch, Danii, Szwecji, Norwegii, Finlandii, Estonii, Łotwy, Litwy, Polski, Czech, Słowacji, Białorusi, Ukrainy, Chorwacji, Grecji i europejskiej części Rosji i Turcji, a w Azji z syberyjskiej i dalekowschodniej części Rosji oraz Chin. Ogólnie jest znacznie rzadszy niż B. gracilis.